# Neuschneidmühle (Marktrodach)
Neuschneidmühle ist ein Gemeindeteil des Marktes Marktrodach im Landkreis Kronach (Oberfranken, Bayern).

## Geographie
Der Einöde liegt am linken Ufer der Rodach. Sie besteht aus drei Gebäuden, die allesamt keine Hausnummern haben. Eine Verkehrsanbindung besteht nicht. 0,3 km südöstlich befindet sich die Buchschneidmühle, 0,8 km südwestlich die Zigeunerschneidmühle.

## Geschichte
Gegen Ende des 18. Jahrhunderts gehörte Neuschneidmühle zur Realgemeinde Zeyern. Das Hochgericht übte das bambergische Centamt Kronach aus. Das Kastenamt Kronach war Grundherr der Schneidmühle.
Mit dem Gemeindeedikt wurde Neuschneidmühle dem 1808 gebildeten Steuerdistrikt Zeyern und der 1818 gebildeten Ruralgemeinde Zeyern zugewiesen. Am 1. Mai 1978 wurde die Gemeinde Marktrodach gebildet, in die die ehemalige Gemeinde Zeyern eingegliedert wurde.

### Einwohnerentwicklung
| Jahr      | 001818 | 001861 | 001871 | 001885 | 001900 | 001925 | 001950 | 001961 | 001970 | 001987 |
| Einwohner |        | 8      | *      | *      | 5      | 5      | 2      | 2      | 0      | 0      |
| Häuser    | 1      |        |        | *      | 1      | 1      | 1      | 1      |        | 1      |
| Quelle    | [ 5 ]  | [ 7 ]  | [ 8 ]  | [ 9 ]  | [ 10 ] | [ 11 ] | [ 12 ] | [ 13 ] | [ 14 ] | [ 1 ]  |

## Religion
Der Ort ist römisch-katholisch geprägt und nach St. Leonhard (Zeyern) gepfarrt.